# Oscar Landa
Oscar Emil Landa (Stavanger, 15 augustus 1993) is een Noors wielrenner die anno 2016 rijdt voor Team Coop-Øster Hus.

## Overwinningen
2015
GP Viborg

## Ploegen
- 2013 –  Team Øster Hus-Ridley
- 2014 –  Team Øster Hus-Ridley
- 2015 –  Team Coop-Øster Hus
- 2016 –  Team Coop-Øster Hus